# Reineckeia
Reineckeia – rodzaj głowonogów z wymarłej podgromady amonitów, z rzędu Ammonitida.
Żył w epoce środkowej jury (baton – kelowej).